# Altiusambilla keniensis
Altiusambilla keniensis är en insektsart som beskrevs av Hemp, C. 2007. Altiusambilla keniensis ingår i släktet Altiusambilla och familjen Lentulidae. Inga underarter finns listade i Catalogue of Life.